# Vulgata artúrica

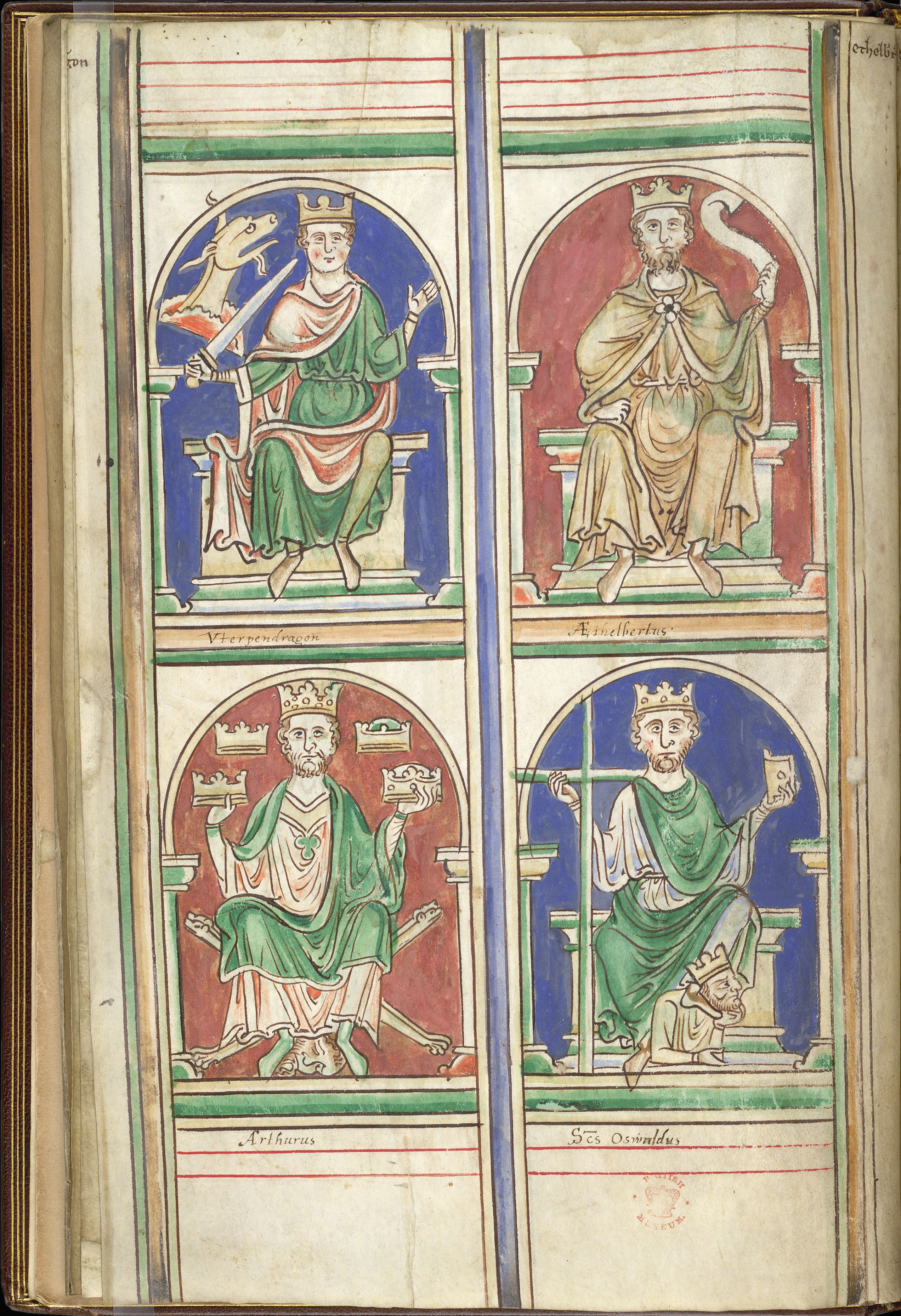
Il·luminació del representant els reis Uterpendragó, Adelbert, Artús i Oswald

La Vulgata artúrica o el cicle Lancelot-Greal és una extensa recopilació d'obres del cicle artúric, o aventures del rei Artús i els cavallers de la Taula Rodona. Es tracta de cinc volums en prosa, escrits a França al segle xiii. El temes principals són la recerca del Sant Greal i la història d'amor entre el cavaller Lancelot i la reina Ginebra.
Els orígens de la Vulgata artúrica es troben a finals del segle xii: Robert de Boron recopilà diversos textos en una trilogia anomenada Petit cicle: Joseph d'Arimathie (o Romanç de l'Estoire dou Graal), Merlin i Perceval (també denominat Didot-Perceval). Poc després, aquesta trilogia fou prosificada per un autor o autors anònims que la van convertir en una obra de gran extensió i qualitat literària.

## Composició
El cicle es divideix en cinc llibres o seccions; les tres últimes van ser en realitat les primeres que es van escriure, a principis de l'any 1210, i les dues primeres van arribar després, al voltant dels anys 1230:
- Estoire du Saint Graal o Joseph d'Arimathie, que explica com Josep d'Arimatea i el seu fill Josephus van dur el Greal fins a Bretanya (en gran part basada en la versió de Robert de Boron).
- Estoire de Merlin (també anomenada Merlí en prosa), que parla de Merlí i del principi de la història d'Artús. Es pot dividir en:
  - Merlin propre (a partir del poema Merlí de Robert de Boron)
  - Vulgata Suite du Merlin (també anomenada Livre d'Artus[2]) que afegeix més aventures primerenques d'Artús.
- Lancelot en prosa és la secció més llarga, representant la meitat de tot el cicle. Es compon de tres parts:
  - El Lancelot propre Tracta de les aventures de Lancelot i els altres cavallers de la Taula Rodona, i de l'idil·li entre Lancelot i Ginebra.
  - Queste del Saint Graal, parla de la recerca del Greal i la seva culminació gràcies a Galaaz.
  - Mort Artu, tracta de la mort del rei en mans de Mordret i del col·lapse subsegüent del regne.

Aquest cicle va ser immediatament continuat per un altre d'anomenat cicle Post-Vulgata, que tot i basar-se en la Vulgata en difereix en molts aspectes.

## Característiques
La Vulgata representà un canvi d'estètica. A principis del segle xiii la història s'escrivia en vulgar i molt aviat en prosa. Amb la ficció va passar el mateix, es van escriure en prosa aconseguint una més gran versemblança.
D'altra banda, el Lancelot en prosa abandona el caràcter episòdic de les novel·les anteriors buscant historiar la vida completa de diverses generacions d'herois artúrics. Així, l'autor uneix tres temes que fins ara havien estat independents, com són l'amor de Lancelot i Ginebra; Perceval i el Greal; i la mort del rei Artús. L'habilitat de l'autor o autors consisteix a aconseguir que temes tan antagònics com la sacralitat del Greal i l'amor adúlter, tinguin una fusió no violenta, donat que el més important, l'aventura suprema, és el grial.
El cicle té a prop dos mil pàgines impreses, i està format per un joc de profecies i predestinacions. L'elecció d'un llinatge, el del rei David, al qual pertanyen Lancelot i Galaaz, dona unitat al conjunt. Així es pot establir un paral·lelisme entre la figura de Lancelot, símbol de l'Antic Testament, la figura de Galaaz, símbol del Nou Testament, i a la fi, la mort del rei Artús, que seria l'Apocalipsi i el Judici final. Aquesta idea de predestinació ajuda a comprendre el doble esperit de l'obra: l'ideal cortès i l'ideal religiós i la subordinació progressiva de la cavalleria mundana a la cavalleria celestial, coincidint amb les tendències espirituals del segle xiii.